# Sussex County Cricket Club
Der Sussex County Cricket Club repräsentiert die traditionelle Grafschaft Sussex in den nationalen Meisterschaften im englischen Cricket. Es ist der älteste County Cricket Club Englands und nach eigenen Angaben der älteste professionelle Sportclub der Welt.

## Geschichte

### Die Anfänge
Die erste Erwähnung, die Cricket in Sussex dokumentiert, stammt aus dem Jahr 1611, als in Sidlesham die niedrige Besucherzahl zum Kirchenbesuch am Ostersonntag auf ein Spiel zurückgeführt wurde. Seitdem wurden Spiele von Mannschaften mit dem Namen Sussex ausgetragen, vermehrt über das 18. Jahrhundert. Eine feste Organisationsform folgte jedoch erst 1836, nachdem der Sussex Cricket Fund bei einem Meeting in Brighton eingesetzt wurde. Aus diesem entstand mit dem Sussex County Cricket Club am 1. März 1839 der erste County Cricket Club in England und einer der ersten Profisport-Clubs überhaupt. Das erste First-Class-Spiel fand im Juni des Jahres gegen den Marylebone Cricket Club statt. Zwischen 1826 und 1890 gewann das County insgesamt siebenmal den inoffiziellen County-Champion-Titel und teilte ihn ein weiteres Mal. Seit seiner Gründung nutzte der Club im 19. Jahrhundert vier Spielflächen in Brighton und Hove. In 1871 erwarb man das Feld an der Eaton Road in Hove, an der heute der County Cricket Ground liegt. Mit Beginn der County Championship in der Saison 1890 nahm Sussex an der offiziellen Meisterschaft teil. In den ersten Jahren tat sich der Club schwer, platzierte sich dreimal (1890, 1892 und 1896) am Tabellenende und war auch sonst meist in der unteren Tabellenhälfte zu finden. Kapitäne der ersten Jahre waren der Australier Billy Murdoch und Kumar Ranjitsinhji und spielerisch hatten Charles Fry und George Cox, Sr. großen Anteil, dass sich die Situation zum Ende des Jahrzehnts besserte. Vor allem Ranjitsinhji sorgte mit seinen über 3000 Runs, die er jeweils 1899 und 1900 erzielte, dafür, dass sich das Team stabilisierte. 1900 gelang der dritte Platz und 1902 und 1903 jeweils der zweite Platz in der County Championship. 1902 hatte Sussex insgesamt sieben Nationalspieler in seinen Reihen. Nach diesen guten Jahren folgte bis zum Ersten Weltkrieg zumeist wieder die Platzierung im Mittelfeld.

### Nach dem Ersten Weltkrieg

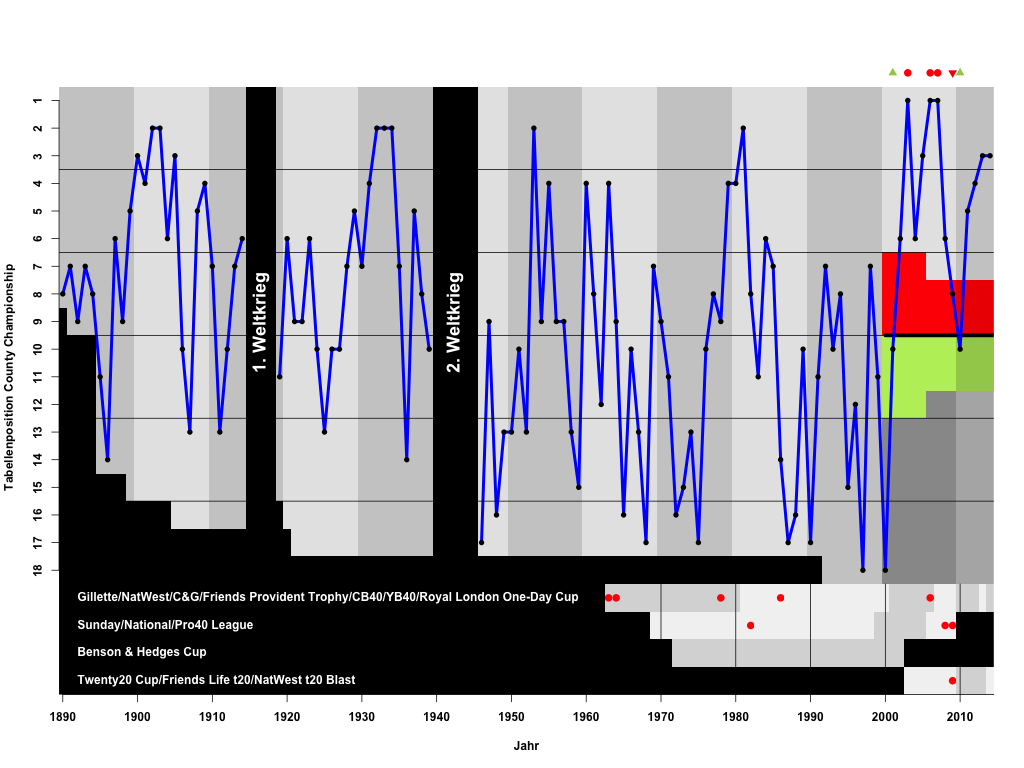
Performance des Sussex County Cricket Club im First Class, One-Day und T20 Cricket in den nationalen englischen Wettbewerben.

Auch zwischen den Kriegen war Sussex lange Zeit eine Mannschaft, die sich in der Tabellenmitte aufhielt. Als Batsman waren John Langridge und sein Bruder James in diesen Jahren sehr erfolgreich und gemeinsam mit Maurice Tate und Kumar Duleepsinhji brachten sie den Club zum Ende der 1920er Jahre wieder in die oberen Tabellenregionen. In den drei Saisons 1932, 1933 und 1934 gelangen dem Club unter Tate als Kapitän drei zweite Plätze in Folge, bevor bis zum Zweiten Weltkrieg wieder der Rutsch ins Mittelfeld erfolgte. Nach dem Zweiten Weltkrieg änderte sich zunächst wenig. Nachdem Jim Parks als Batsman ins Team kam, gelang 1953 abermals ein zweiter Platz. In den folgenden zehn Jahren folgten noch drei vierte Plätze, jedoch befand man sich ansonsten zumeist wieder im Mittelfeld. Mit der Einführung des One-Day-Crickets folgte der erste Erfolg. Kapitän Ted Dexter erzielte unter anderem mit Mansur Ali Khan Pataudi den Gewinn der ersten One-Day-Trophäe überhaupt, dem Gillette Cup 1963. Im Folgejahr konnte der Titel wiederholt werden. In der County Championship befand man sich von nun an bis zum Ende der 1970er Jahre zumeist in der unteren Tabellenhälfte. Spieler dieser Zeit waren John Snow, Tony Greig, Garth LeRoux und Imran Khan, denen der dritte Gewinn des Gillette Cups 1978 gelang. Von dort an ging es auch wieder in der County Championship aufwärts und so erreichte das Team 1981 zum siebten Mal den zweiten Platz, musste sich aber letztendlich Nottinghamshire geschlagen geben. Im Folgejahr gelang der Gewinn der John Player League, jedoch rutschte der Club von da an bis in die 2000er Jahre im First-Class-Cricket wieder in die unteren Tabellenregionen. In dieser Zeit gelang noch ein weiterer Gewinn der NatWest Trophy im Jahr 1986.

### Die goldene Dekade

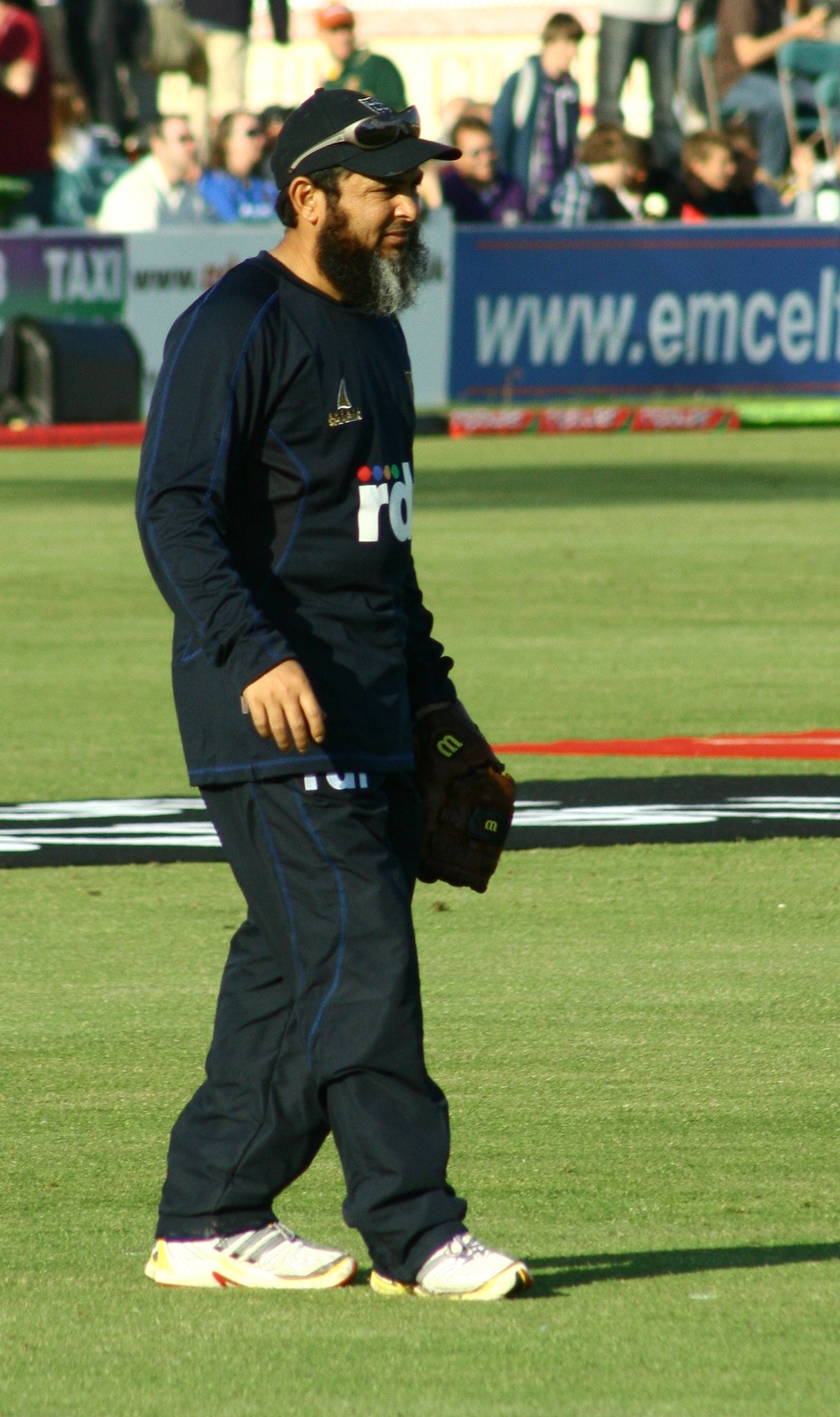
Mushtaq Ahmed

Nachdem man ab 2000 in der dann in zwei Divisionen aufgeteilten County Championship in der unteren Klasse antreten musste, gelang 2001 der Aufstieg in die erste Division. Unter Kapitän Chris Adams wurde 2003 der Bowler Mushtaq Ahmed für ein durchschnittliches Gehalt mit Zusagen für hohe Boni bei hohen Wicket-Zahlen zum Verein geholt. Er erzielte in der Saison die höchste Wicket-Anzahl der Liga und führte so Sussex zum ersten Championship-Gewinn überhaupt. Zusammen mit Richard Montgomerie, Murray Goodwin, Matt Prior und James Kirtley starteten sie damit die goldene Dekade des Clubs. Ahmed war auch in den nächsten Saisons der führende Erzieler von Wickets, jedoch nicht so stark wie 2003. So kam das Team auf einen sechsten bzw. dritten Platz 2004 und 2005. Als Ahmed in den nächsten zwei Saisons wieder stärker wurde, gewann Sussex die Meisterschaft 2006 und 2007 zwei weitere Male. Insgesamt hatte Ahmed damit fünfmal in Folge die meisten Wickets im County Cricket erzielt, bevor er 2008 verletzungsbedingt zurücktreten musste. Zusätzlich gewann Sussex die Cheltenham and Gloucester Trophy 2006 und 2008 die NatWest Pro40. 2009 stieg man wieder aus der ersten Division in der County Championship ab, konnte aber mit der NatWest Pro40 und dem Twenty20 Cup zwei Trophäen gewinnen. Im Folgejahr konnte Sussex wieder aufsteigen und stieg erst 2015 wieder ab.

## Stadion
Das Heimstadion des Clubs ist das County Cricket Ground in Hove. Weitere Stadien, die heute als Heimstätte verwendet werden, sind der Cricket Field Road Ground in Horsham, der Arundel Castle Cricket Ground in Arundel und The Saffrons in Eastbourne.

## Erfolge

### County Cricket
- Gewinn der County Championship (3): 2003, 2006, 2007

### One-Day Cricket
- Gilette/NatWest/C&G Trophy/FP Trophy (1963–2009) (5): 1963, 1964, 1978, 1986, 2006
- Sunday/National/Pro40 League (1969–2009) (3): 1982, 2008, 2009

### Twenty20
- Twenty20 Cup/Friends Life t20/NatWest t20 Blast (1): 2009

## Statistiken

### Runs
Die meisten Runs im First-Class Cricket wurden von den folgenden Spielern erzielt:
| Spieler         | Spielzeiten | Runs   |
| --------------- | ----------- | ------ |
| John Langridge  | 1928–1955   | 34.150 |
| Ken Suttle      | 1949–1971   | 29.375 |
| Jim Parks       | 1949–1972   | 29.138 |
| James Langridge | 1924–1953   | 28.894 |
| Ted Bowley      | 1912–1934   | 25.439 |

### Wickets
Die meisten Wickets im First-Class Cricket wurden von den folgenden Spielern erzielt:
| Spieler         | Spielzeiten | Runs  |
| --------------- | ----------- | ----- |
| Maurice Tate    | 1912–1937   | 2.211 |
| George Cox      | 1895–1928   | 1.810 |
| Albert Relf     | 1900–1921   | 1.594 |
| Ian Thomson     | 1952–1972   | 1.527 |
| James Langridge | 1924–1953   | 1.416 |